# Jüdische Brigade

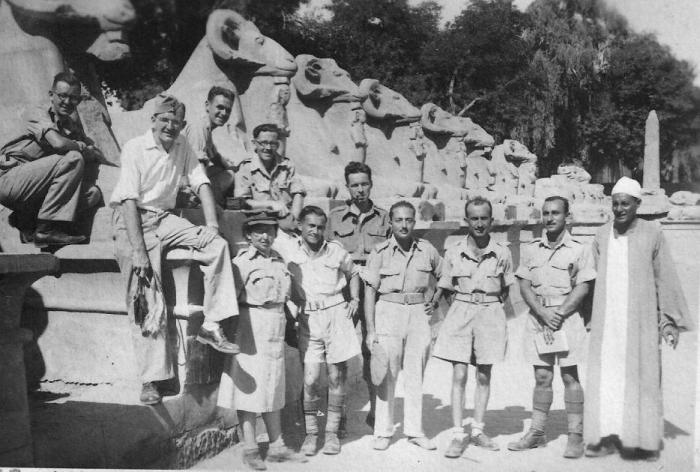
Angehörige der Jüdischen Brigade in Ägypten, 1944

Die Jüdische Brigade (Jewish Brigade) war eine kämpfende Einheit in der British Army während des Zweiten Weltkriegs, die auf Seiten der Alliierten gegen die Achsenmächte kämpfte. Die Brigade setzte sich aus Freiwilligen aus dem Gebiet des Völkerbundsmandats für Palästina zusammen.

## Geschichte

### Hintergrund
Die britische Regierung unter Premierminister Arthur Neville Chamberlain veröffentlichte am 17. Mai 1939 das Weißbuch von 1939, in welchem die Teilung des Mandatsgebiets in ein jüdisches und ein arabisches Gebiet abgelehnt wurde. Nachdem am 1. September 1939 der Zweite Weltkrieg begonnen hatte, erklärte David Ben-Gurion, der Vorsitzende der Jewish Agency, die offizielle Vertretung der Juden im Völkerbundsmandat Palästina: „Wir werden gegen das Weißbuch kämpfen als ob es keinen Krieg gäbe, und im Krieg kämpfen als ob es kein Weißbuch gäbe.“
Chaim Weizmann, Präsident des Zionistenkongresses, bot der britischen Regierung die uneingeschränkte Zusammenarbeit der jüdischen Gemeinde im britischen Völkerbundsmandat für Palästina an und versuchte, in Verhandlungen den Aufbau einer jüdischen Einheit zu erreichen, die unter britischer Schirmherrschaft unter einer jüdischen Flagge kämpfen sollte. Sein Gesuch wurde abgelehnt, doch im September 1940 konnten 15 Bataillone mit Juden aus Palästina zusammengestellt werden, die 1941 u. a. in Griechenland gegen die Deutschen im Rahmen des Griechenlandfeldzuges kämpften. Zusammen mit Commonwealth- und freifranzösischen Truppen sowie Palmach-Hilfstruppen kämpften einige dieser Bataillone im gleichen Jahr auch gegen die unter einer nationalistischen Regierung (Qailani) von den Alliierten abgefallene irakische Armee (Mai) sowie gegen die mit Hitlerdeutschland verbündeten Vichy-französischen Kolonialtruppen in Syrien und Libanon (Juni und Juli). Erich Jehoshua Marx, der im Mai 1941 als Jude von der britischen Armee eingezogen worden war, berichtet aber auch von vielen undurchschaubaren Truppenverlegungen ohne jegliche Chancen, aktiv in die militärischen Auseinandersetzungen eingreifen zu können.

### Das Palästinensische Regiment
Trotz britischer Bemühungen, die gleiche Anzahl Juden und Araber im „Palästina-Regiment“ zu rekrutieren, meldeten sich dreimal mehr jüdische als arabische Freiwillige. Am 6. August 1942 wurden drei jüdische und ein arabisches Bataillon(e) gebildet. Das Palästina-Regiment kam in der Ersten und Zweiten Schlacht von El Alamein zum Einsatz. Ziel der Briten war auch, ein Gegengewicht zu den Bemühungen von Mohammed Amin al-Husseini zu bilden, der schon wenige Wochen nach Hitlers „Machtergreifung“ die Zusammenarbeit mit dem NS-Regime suchte.

### Aufstellung der Jüdischen Brigade
Nachdem Berichte über Gräueltaten der Nationalsozialisten und den Holocaust von den Alliierten veröffentlicht wurden, sandte der britische Premierminister Winston Churchill ein Telegramm an den Präsidenten der Vereinigten Staaten, in dem er andeutete, dass die Juden aller Völker das Recht hätten, gegen die Deutschen in einer deutlich erkennbaren Form zu kämpfen. Franklin D. Roosevelt erwiderte fünf Tage später, er hätte keine Einwände.
Nach einigem Zögern bewilligte die britische Regierung am 3. Juli 1944 die Bildung einer jüdischen Brigade mit einigen jüdischen sowie nichtjüdischen Offizieren. Am 20. September 1944 wurde in einem offiziellen Communiqué die Bildung der Jüdischen Brigade der britischen 8. Armee bekanntgegeben. Die Brigade umfasste über 5000 jüdische Freiwillige aus Palästina, die in drei Infanterieregimenter, ein Kanonierregiment, eine Verbindungseinheit und weitere Einheiten aufgeteilt waren. Ihr Brigadeabzeichen war der Davidstern.
Michael Evenari berichtete, dass in der Brigade auch nicht-jüdische englische Artilleristen eingesetzt werden mussten, was zu Spannungen und antisemitischen Konflikten geführt habe. Und es gab Hierarchie-Probleme: „Ich als Batterie-Sergant-Major war die höchste Charge unter den Unteroffizieren. So viel ich weiß, war das eine ungewöhnliche Situation, denn nach den »King's Regulations« darf nur ein Brite britische Soldaten befehligen.“
Die zeitgenössische Presse bezeichnete die Aufstellung der Brigade als eine „leere Geste“ (The New York Times) und als „fünf Jahre zu spät“ (The Guardian).

### Kriegsteilnahme, Fluchthilfe (Brichah) und Racheakte nach dem Krieg
Unter dem Kommando des kanadischen Brigadiers Ernest F. Benjamin kämpfte die Jüdische Brigade gegen die Truppen der Achsenmächte in Italien von März 1945 bis zum Kriegsende. Ernst Jehoshua Marx, der von Tarent aus mit der Brigade nach Norden vorstieß, vermittelt aber eher den Eindruck, als sei die Brigade mehr mit Aufgaben hinter der Frontlinie betraut gewesen als mit direkten Kampfeinsätzen. Im Mai 1945 wurde die Brigade in Tarvisio an der Grenze zu Jugoslawien und Österreich stationiert und spielte dort eine wesentliche Rolle bei den Bemühungen, Juden aus dem kriegszerstörten Europa nach Palästina zu bringen. Diese Fluchthilfe (hebräisch brichah) wurde auch nach der Auflösung der Brigade fortgesetzt. Außerdem nahmen einige Soldaten der Brigade Verbindung mit Überlebenden aus Konzentrations- und Vernichtungslagern auf, beispielsweise im DP-Camp Bergen-Belsen. Unter ihnen war auch Adin Talbar, der wegen seines Versuchs, über Bergen-Belsen einen Film zu drehen, 1947 vier Monate im britischen Militärgefängnis verbrachte. Der Film wurde von den Briten zerstört. Unmittelbar nach Kriegsende kam es zu Vergeltungsaktionen von Mitgliedern der Jüdischen Brigade. Israel Carmi und Zeer Keren berichteten in einer Fernsehdokumentation der BBC von einem Vorfall in Österreich, wie der Völkermord an den europäischen Juden gerächt werden sollte: Nachdem ein Nazi, um seine eigene Haut zu retten, eine Liste von SS-Tätern angefertigt hatte, wurden die höchsten Dienstränge von kleinen Trupps ausfindig gemacht und liquidiert.
So wurde Hans Gaier, ein grausamer Polizeidirektor der Schutzpolizei in Kielce, nach Kriegsende als in Russland vermisst gemeldet und 1954 durch Beschluss des Amtsgerichts Mannheim für tot erklärt. Tatsächlich jedoch tauchte Gaier in Österreich unter und lebte dort mit falscher Identität in Graz. Gaier wurde dort von dem aus Kielce stammenden Yanush Peltz, einem Soldaten der Jüdischen Brigade, dessen Familie ermordet worden war, Ende Mai/Anfang Juni 1945 aufgespürt und erschossen. Informationen über Gaiers Aufenthaltsort und wahre Identität erhielt Peltz wahrscheinlich über eine britische Dienststelle.
Die restlichen Namen wurden an den britischen Geheimdienst weitergegeben. Laut Aussage eines britischen nichtjüdischen Armeeangehörigen halfen nichtjüdische britische Soldaten mit logistischer Unterstützung.
An der gewaltsamen Übergabe der Kosaken, die auf Seiten Deutschlands kämpften, an die Rote Armee (Lienzer Kosakentragödie vom 29. bis 31. Mai 1945) war die 8. Palästina-Brigade unter dem Befehl von Major Davis beteiligt.
Im Juli 1945 wurde die Brigade nach Belgien und in die Niederlande verlegt und im Sommer 1946 aufgelöst. Den gesamten Weg der Brigade von Tarent im Süden bis hierher hat Jehoshua Marx in seinen Briefen und Tagebüchern ausführlich und anschaulich dokumentiert. Auch er setzt sich vielfach kritisch mit dem Verhalten einzelner Mitglieder der Brigade auseinander, vor allem mit Schwarzmarktgeschäften. Ein Bataillon der Jüdischen Brigade bestand noch im Mai 1949 und bewachte ein in den Niederlanden interniertes deutsches Fallschirmjäger-Regiment.

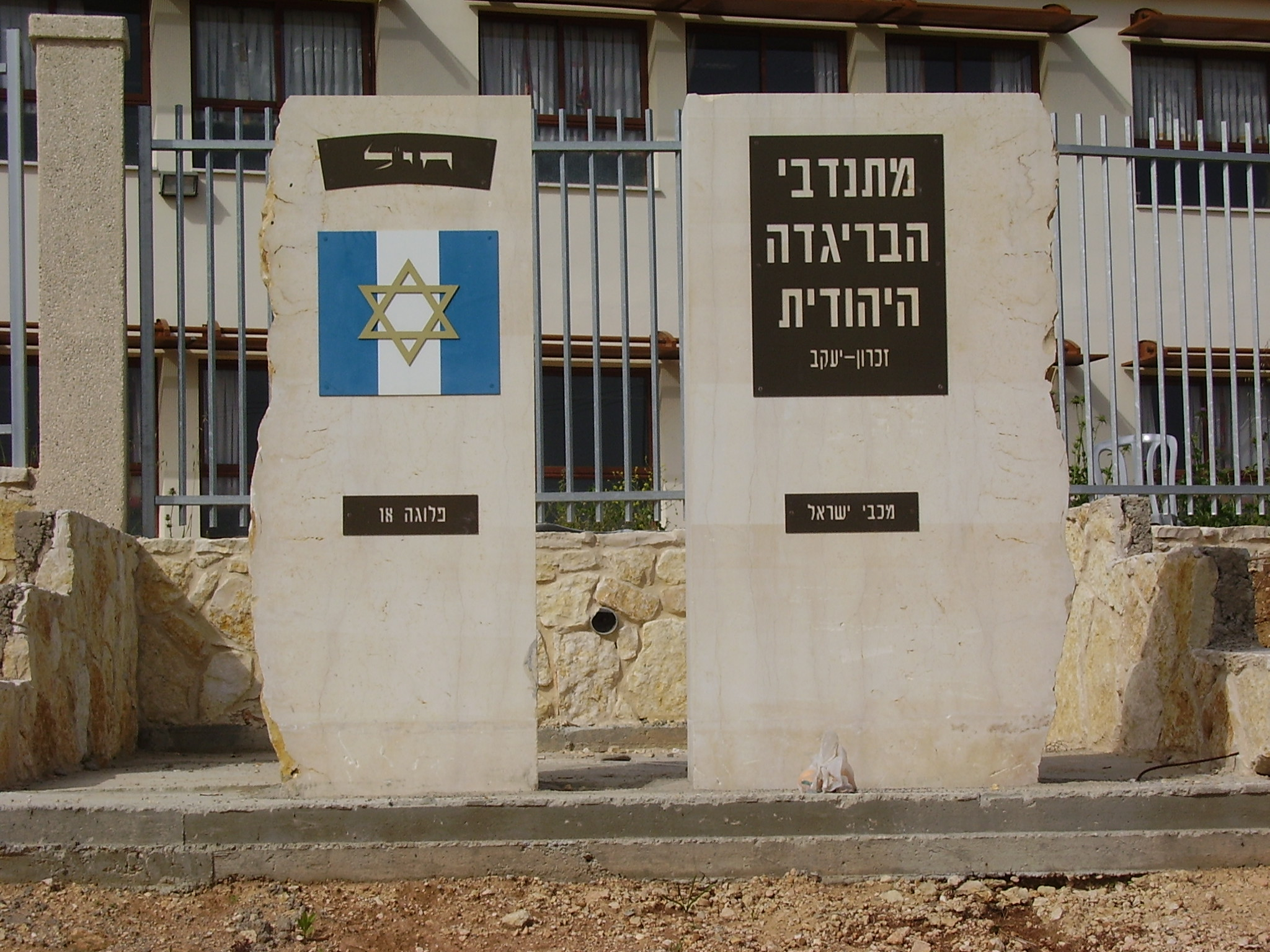
Denkmal für die Jüdische Brigade in Zichron Ja’akow

### Vermächtnis
Von den etwa 30.000 jüdischen Freiwilligen aus Palästina, die während des Zweiten Weltkriegs in der britischen Armee eingesetzt wurden, kamen über 700 im Dienst ums Leben. Einige Brigademitglieder übernahmen später führende Rollen in der neuen Armee des Staates Israel. 35 Brigademitglieder stiegen zu Generälen der Israelischen Streitkräfte auf.

## Veteranen der Jüdischen Brigade
- Jenny Aloni
- Jehuda Amichai
- Shimshon Amitsur
- Meir Argov
- Joseph Baratz
- Jehoschua Bar-Hillel
- Chanoch Bartow
- Ernest Benjamin
- David Ben-David
- Israel Carmi
- Michael Evenari
- Zeev Fraenkel
- Mordechai Gichon
- Amir Gilboa
- Oly Givon
- Nachum Golan
- Joseph Gustin
- Schraga Har-Gil
- Jehoschafat Harkabi
- Aharon Hoter-Yishai
- Jigal Hurwitz
- Eliahu Ben Jehuda
- Hans Jonas
- Chaim Laskow
- Guenter Lewy
- Natanel Lorch
- Mordechai Maklef
- Hanna Maron
- Erich Jehoshua Marx
- Nissan Nativ
- Zwi Nigal
- Jizchak Orpas
- Yanush Peltz
- Arieh Pintschuk
- Joseph Porat
- Rafael N. Rosenzweig
- David Rubinger
- Schlomo Schamir
- Gideon Schocken
- Israel Tal
- Adin Talbar
- Mosche Tavor
- Harry Weber
- Paul Daniel Würzburger
- Meir Zorea

## Rezeption
- In Our Own Hands: The Hidden Story of the Jewish Brigade in World War II. Dokumentarfilm von Chuck Olin, 1998[13]
- Der Film Inglourious Basterds (2009) greift teilweise auf die Geschichte der Jüdischen Brigade sowie der Organisation Nakam zurück.
- Die jüdische Brigade (Comicserie) von Marvano (2013–2016)
- Aus Rache wird im Film Plan A – Was würdest du tun? die Vergiftung von Trinkwasser von deutschen Großstädten versucht.